# Август-Вільгельм фон Плетц
А́вгуст-Вільге́льм фон Пле́тц (нім. August Wilhelm von Pletz; 1741 — 15 серпня 1810) — прусський офіцер-кавалерист, гусар, генерал-майор; шеф 3-го гусарського полку.

## Біографія
Народився в Гальберштадті. Походив із німецької шляхетної родини Плетців. Учасник Семирічної війни (1756—1763; битви при Кунерсдорфі, Фрайберзі), війни за баварську спадщину (1777), наполеонівських воєн (1792—1807). Під час війни першої коаліції брав участь в боях під Дайденсгаймом, Кіррвайлером, Кайзерлаутеном, Ландау; був поранений під Еддерсгаймом. В ході Війни четвертої коаліції перебував у корпусі Блюхера; після його капітуляції 1806.11.6 перебував у Ратенкау. 1807 року вийшов на пенсію. Помер у сілезькому Бернштадті.

## Військові звання та нагороди
Корнет (1761.1.4), лейтенант (1761.6.1), старший лейтенант (1763.9.1), ротмістр (1777.4.5; командир ескадрону), штабс-капітан (1777.6.5), майор (1786.11.26), підполковник (1794.1.13; командир 2-го батальйону 8-го гусарського полку від 1793.11.19), полковник (1796.1.5; командир 3-го гусарського полку від 1793.11.19), генерал-майор (1804.5.20).
Нагороджений Орденом за заслуги (1792.6.3).

## Родина
1780 року одружився із Йоганною-Доротеєю фон Мейєр (1763—1819.3.22), від якої мав двох доньок: Вільгельміну й Августу.

## Битви
- 26 лютого 1807: Бій за Браунсберг